# Curití (ort)
Curití är en ort i Colombia.   Den ligger i departementet Santander, i den centrala delen av landet, 250 km nordost om huvudstaden Bogotá. Curití ligger 1 490 meter över havet och antalet invånare är 3 417.
Terrängen runt Curití är huvudsakligen kuperad. Curití ligger nere i en dal. Runt Curití är det ganska tätbefolkat, med 75 invånare per kvadratkilometer. Närmaste större samhälle är San Gil, 9,1 km sydväst om Curití. Omgivningarna runt Curití är en mosaik av jordbruksmark och naturlig växtlighet.